# Лапчатка прямостоячая
Лапча́тка прямостоя́чая, или Калга́н, или Лапчатка-у́зик, или Дубро́вка (лат. Potentílla erécta) — многолетнее травянистое растение; вид рода Лапчатка (Potentilla) семейства Розовые (Rosaceae).
Иногда, для отличия от калгана из семейства Имбирные, растение называют калганом диким либо калган-травой.

## Ботаническое описание

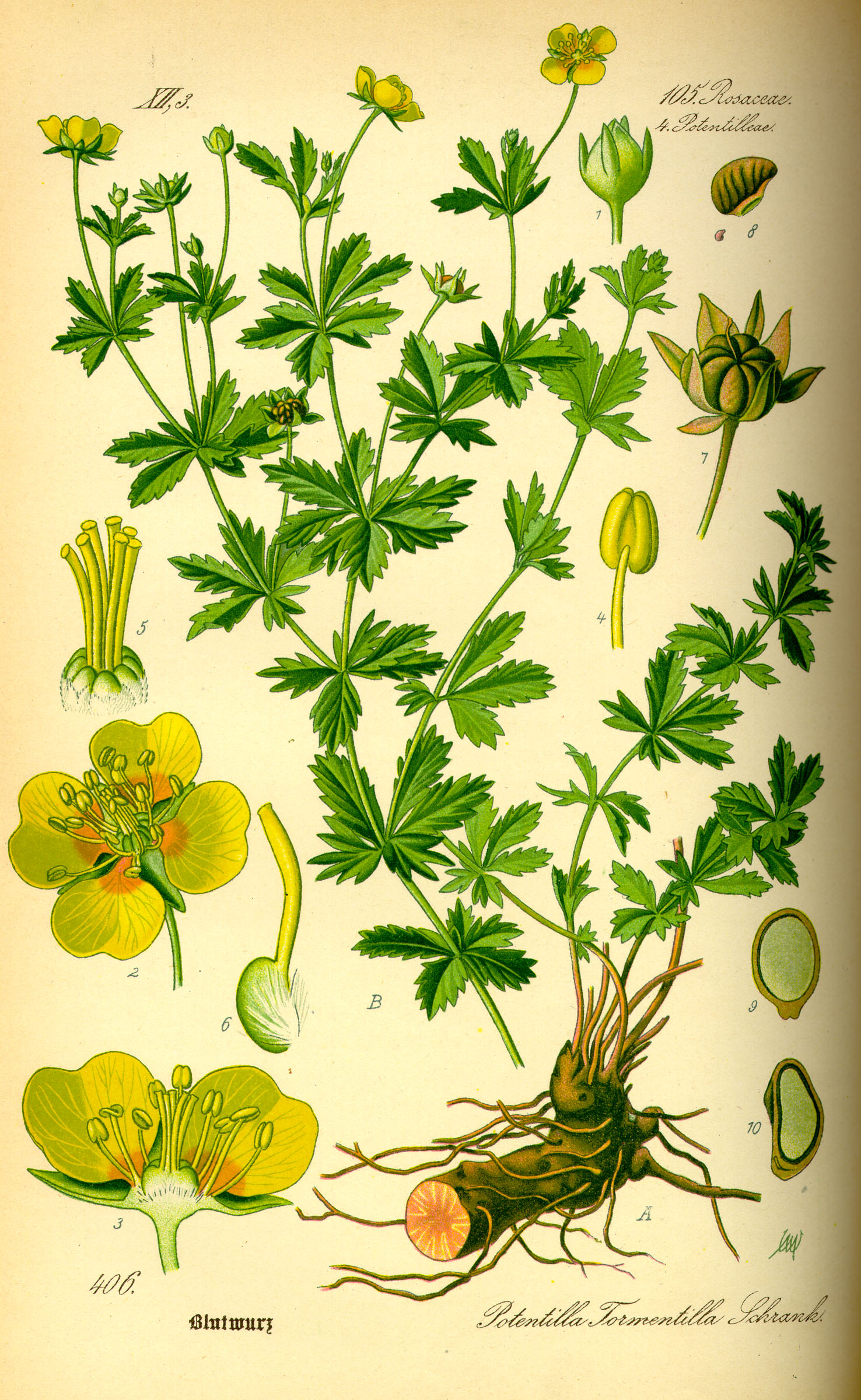
Лапчатка прямостоячая.

Лапчатка прямостоячая — многолетнее травянистое растение, высотой от 15 до 50 см.
Корневище цилиндрическое, деревянистое, короткое, почти горизонтальное, неравномерно утолщённое, изогнутое или прямое.
Стебель прямостоячий, ветвящийся вверху.
Листья очерёдные, имеют клиновидно-продолговатую форму, крупнопильчатые, прикорневые листья тройчатые или пятерные на длинных черешках; стеблевые — тройчатые, сидячие.
Цветки одиночные, небольшие, диаметром 1,5—2,5 сантиметра, пазушные или верхушечные на тонких, довольно длинных цветоножках, с четырьмя золотисто-жёлтыми лепестками. Число лепестков отличает это растение от других видов лапчатки. Формула цветка: {\displaystyle \ast K_{4+4}\;C_{4}\;A_{\infty }\;G_{\underline {\infty }}}
Плод — многоорешек; орешки яйцевидные или слегка почковидные, гладкие, реже слегка морщинистые, тёмно-оливковые.
Цветёт в мае — сентябре. Плоды созревают в августе — сентябре.
В естественных местообитаниях развивается медленно, ежегодно вес подземных органов одной особи увеличивается всего на 0,16—3,2 г. Урожай сухих корневищ — от 3,5 до 500 г/м².

## Распространение и экология
Евразийский вид, ареал — вся Европа, Кавказ, Передняя Азия. На территории России произрастает от Калининградской области до Алтайского края.
Лапчатка прямостоячая чаще всего встречается на сыроватых лугах, вырубках, лесных опушках и пастбищах.

## Химический состав
Корневище содержит дубильные вещества (14—31 %), которые при сплавлении с едким калием дают флороглюцин и протокатеховую кислоту, гликозид торментиллин, флавоноиды, хинную и эллаговую кислоты, эфирное масло (в состав его входит цинеол), красный пигмент флобафен, эфир торментол, флобафены, воск, смолы, камедь, крахмал, сахара.
В фазе цветения содержит до 180 мг % аскорбиновой кислоты.
Листья в абсолютно сухом состоянии в процентах содержат: 6,45 золы, 10,50 протеина, 4,66 жира, 27,36 клетчатки. Раств. углеводов 51,03 , золы без кремния 6,08, кремния 0,37 , кальция 1,07 , фосфора 1,03 , калия 2,45, хлора 0,21.

## Хозяйственное значение и использование

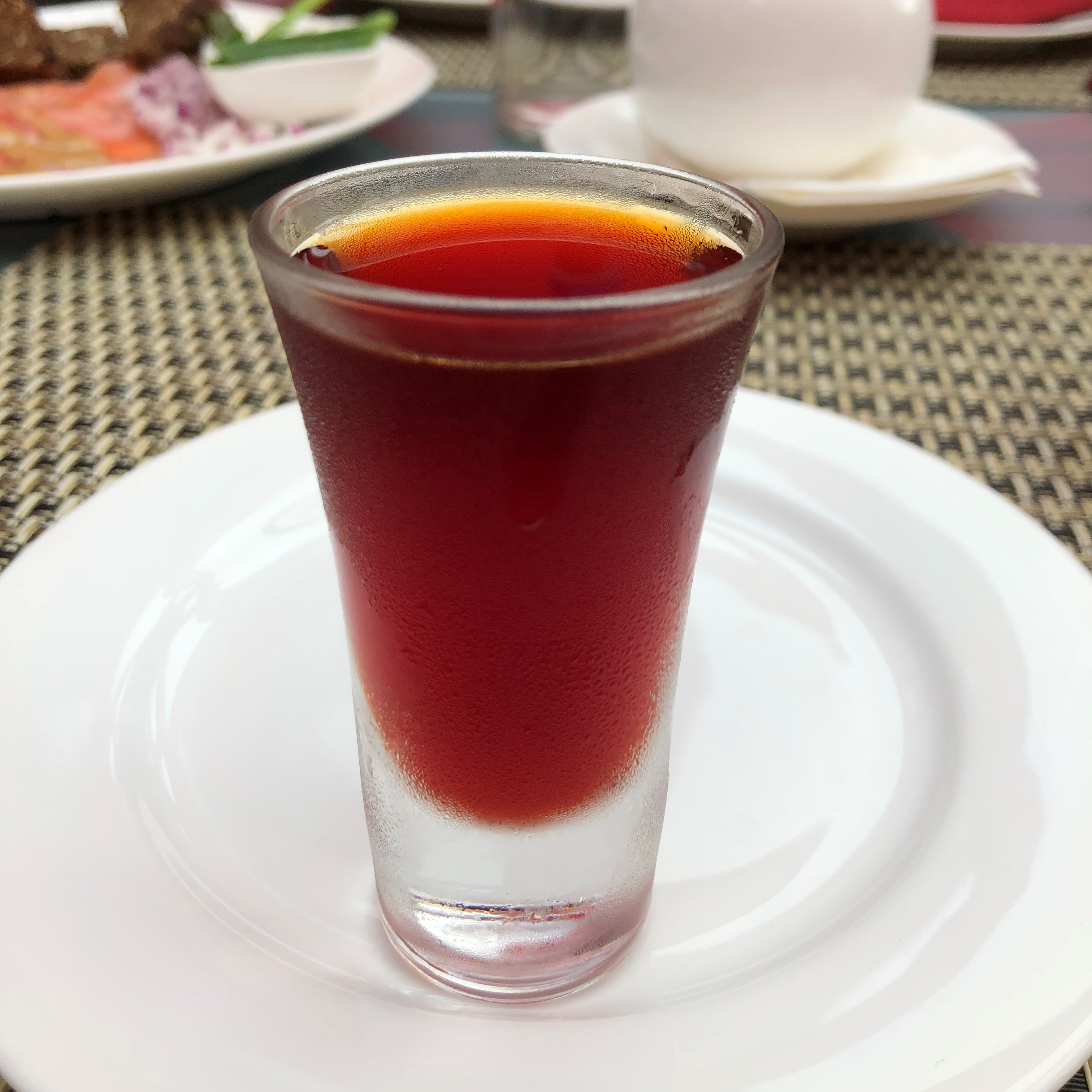
Водочная настойка на корне лапчатки прямостоячей

Корневища используют как пряность для рыбных консервов, а также в ликёро-водочной промышленности для приготовления водочных настоек, которые в России традиционно называются калганными. Эти настойки обычно имеют тёмно-красный или красно-коричневый цвет и терпкий, слегка горьковатый вкус.
В качестве лекарственного сырья используют корневище лапчатки (лат. Rhizoma Tormentillae). Заготовку проводят в период цветения. Корневища выкапывают, отмывают от земли и сушат.
В научной медицине используют вяжущие, бактерицидные, кровоостанавливающие и противовоспалительные свойства корневищ. В медицине корневища употребляют при энтерите, энтероколите, диспепсии, при стоматите, гингивите, язвенной болезни желудка, поносе, дизентерии, ангине, цинге. Наружно отвар растения используют при кровоточащих ранах, обморожении, ожогах, различных сыпях, мокнущей экземе и других кожных болезнях. Применяют отвар корневищ.
В народной медицине лапчатку прямостоячую применяли внутрь при диарее, гастрите, ахилии, маточных кровотечениях, туберкулёзе лёгких, при заболеваниях печени, сердца, подагре, ревматизме; наружно — при язвах, геморрое, трихомонадном кольпите, с косметическими целями. Порошком растения можно чистить зубы для предупреждения воспаления дёсен и уничтожения дурного запаха изо рта. Корневища лапчатки входят в состав многих лекарственных сборов и вяжущих чаёв.
Корневище содержит до 20 % дубильных веществ применяемых для дубление кожи. Корневище с железным купоросом даёт чёрную краску, с квасцами красную, используется для приготовления водки.
Крупным рогатым скотом, козами, овцами, свиньями поедается выборочно. Лошади не едят. У животных может вызвать запор.

## Растение в филателии

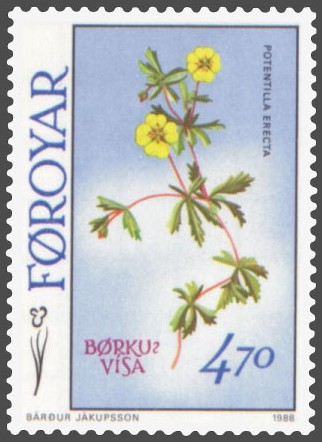
Лапчатка прямостоячая. Почтовая марка Фарерских островов 1988 года выпуска

В 1988 году почтовое ведомство Фарерских островов выпустило набор четырёх марок с изображением цветковых растений. Среди них была марка с изображением лапчатки прямостоячей.

## Классификация

### Таксономия
- Potentilla erecta (L.) Raeusch., 1797, Nomencl. Bot. Pl. Illustr. , ed. 3: 152

Вид Лапчатка прямостоячая относится к роду Лапчатка (Potentilla) семейства Розовые (Rosaceae) порядка Розоцветные (Rosales), последовательно входящего в более крупные клады Фабиды → Розиды → Суперрозиды → Эвдикоты → Цветковые растения. Таксономическая схема в соответствии с Системой APG IV по состоянию на июнь 2024 года:
|  |                          |  |                                   |                                   |                   |  | еще 8 семейств | еще 8 семейств |                           |  |  |  | еще 551 подтвержденный вид и 925 видов, ожидающих подтверждения |
|  |                          |  |                                   |                                   |                   |  | еще 8 семейств | еще 8 семейств |                           |  |  |  | еще 551 подтвержденный вид и 925 видов, ожидающих подтверждения |
|  |                          |  |                                   | порядок Розоцветные               |                   |  |                |                | род Лапчатка              |  |  |  |                                                                 |
|  |                          |  |                                   | порядок Розоцветные               |                   |  |                |                | род Лапчатка              |  |  |  |                                                                 |
|  | клада Цветковые растения |  |                                   |                                   | семейство Розовые |  |                |                | вид Лапчатка прямостоячая |  |  |  |                                                                 |
|  | клада Цветковые растения |  |                                   |                                   | семейство Розовые |  |                |                |                           |  |  |  |                                                                 |
|  |                          |  | ещё 63 порядка цветковых растений | ещё 63 порядка цветковых растений |                   |  |                | еще 116 родов  | еще 116 родов             |  |  |  |                                                                 |
|  |                          |  |                                   | ещё 63 порядка цветковых растений |                   |  |                |                | еще 116 родов             |  |  |  |                                                                 |